# Prusias I av Bithynien
Prusias I av Bithynien, död 182 f. Kr., var regerande kung av Bithynien mellan 228 f. Kr. - 182 f. Kr.